# هانترتاون (إنديانا)
هانترتاون (بالإنجليزية: Huntertown, Indiana)‏ هي بلدة أمريكية تقع في الولايات المتحدة في مقاطعة ألين (إنديانا). يقدر عدد سكانها بـ 4,810 نسمة ومساحتها 9.87 كم2 وترتفع عن سطح البحر 255 متر.

## التركيبة السكانية
قام مكتب تعداد الولايات المتحدة بتحديد بيانات التركيبة السكانية لهانترتاون في تعداد الولايات المتحدة. في ما يلي، التركيبة السكانية حسب تعدادي 2000 و2010.

### تعداد عام 2000
بلغ عدد سكان هنتر 77 نسمة بحسب تعداد عام 2000، وبلغ عدد الأسر 41 أسرة وعدد العائلات 23 عائلة مقيمة في المدينة. في حين سجلت الكثافة السكانية 363.6 نسمة لكل ميل مربع (140.4/كم2). وبلغ عدد الوحدات السكنية 57 وحدة بمتوسط كثافة قدره 269.2 نسمة لكل ميل مربع (103.9/كم2).
وتوزع التركيب العرقي للمدينة بنسبة 98.70% من البيض و 1.30% من الأمريكيين الأصليين.
بلغ عدد الأسر 41 أسرة كانت نسبة 19.5% منها لديها أطفال تحت سن الثامنة عشر تعيش معهم، وبلغت نسبة الأزواج القاطنين مع بعضهم البعض 46.3% من أصل المجموع الكلي للأسر، ونسبة 7.3% من الأسر كان لديها معيلات من الإناث دون وجود شريك، وكانت نسبة 43.9% من غير العائلات. تألفت نسبة 43.9% من أصل جميع الأسر من أفراد ونسبة 24.4% كانوا يعيش معهم شخص وحيد يبلغ من العمر 65 عاماً فما فوق. وبلغ متوسط حجم الأسرة المعيشية 2.48، أما متوسط حجم العائلات فبلغ 1.88.
بلغ العمر الوسطي للسكان 56 عاماً. وكانت نسبة 15.6% من القاطنين تحت سن الثامنة عشر، وكانت نسبة 5.2% بين الثامنة عشر والأربعة وعشرون عاماً، ونسبة 18.2% كانت واقعةً في الفئة العمرية ما بين الخامسة والعشرون حتى والأربعة وأربعون عاماً، ونسبة 28.6% كانت ما بين الخامسة والأربعون حتى الرابعة والستون، ونسبة 32.5% كانت ضمن فئة الخامسة والستون عاماً فما فوق. يوجد لكل 100 أنثى 87.8 ذكر، ويوجد لكل 100 أنثى في الثامنة عشر من عمرها فما فوق 91.2 ذكر.
بلغ متوسط دخل الأسرة في المدينة 19,000 دولار، أما متوسط دخل العائلة فبلغ 27,708 دولار. وكان متوسط دخل الذكور 15,625 دولار مقابل 11,250 دولار للإناث. وسجل دخل الفرد الخاص بالمدينة 13,424 دولار. ولم يكن هناك عوائل تحت خط الفقر، وكانت نسبة 5.3% من غير العوائل تحت خط الفقر،

### تعداد عام 2010
بلغ عدد سكان هانترتاون 4,810 نسمة بحسب تعداد عام 2010، وبلغ عدد الأسر 1,726 أسرة وعدد العائلات 1,299 عائلة مقيمة في البلدة. في حين سجلت الكثافة السكانية 1,265.8 نسمة لكل ميل مربع (488.7/كم2). وبلغ عدد الوحدات السكنية 1,823 وحدة بمتوسط كثافة قدره 479.7 لكل ميل مربع (185.2/كم2).
وتوزع التركيب العرقي للبلدة بنسبة 93.6% من البيض و 0.4% من الأمريكيين الأصليين و 2.0% من الأمريكيين ذوي الأصول الآسيوية و 1.4% من الأمريكيين الأفارقة و 1.9% من عرقين مختلطين أو أكثر.
بلغ عدد الأسر 1,726 أسرة كانت نسبة 45.8% منها لديها أطفال تحت سن الثامنة عشر تعيش معهم، وبلغت نسبة الأزواج القاطنين مع بعضهم البعض 58.8% من أصل المجموع الكلي للأسر، ونسبة 12.1% من الأسر كان لديها معيلات من الإناث دون وجود شريك، بينما كانت نسبة 4.4% من الأسر لديها معيلون من الذكور دون وجود شريكة وكانت نسبة 24.7% من غير العائلات. تألفت نسبة 19.4% من أصل جميع الأسر من أفراد ونسبة 4.7% كانوا يعيش معهم شخص وحيد يبلغ من العمر 65 عاماً فما فوق. وبلغ متوسط حجم الأسرة المعيشية 3.21، أما متوسط حجم العائلات فبلغ 2.79.
بلغ العمر الوسطي للسكان 31.5 عاماً. وكانت نسبة 31.9% من القاطنين تحت سن الثامنة عشر، وكانت نسبة 7% بين الثامنة عشر والأربعة وعشرون عاماً، ونسبة 33.4% كانت واقعةً في الفئة العمرية ما بين الخامسة والعشرون حتى والأربعة وأربعون عاماً، ونسبة 21.3% كانت ما بين الخامسة والأربعون حتى الرابعة والستون، ونسبة 6.4% كانت ضمن فئة الخامسة والستون عاماً فما فوق. وتوزع التركيب الجنسي للسكان بنسبة 49.2% ذكور و50.8% إناث.